# Escala análoga visual
La escala análoga visual o escala visual análoga (EVA) es una escala de respuesta psicométrica que puede ser usada en cuestionarios. Es un instrumento de medición de características o actitudes subjetivas que no se pueden medir directamente. Al responder a un item EVA, los encuestados especifican su nivel de acuerdo con una declaración indicando una posición a lo largo de una línea continua entre dos puntos finales.

## Comparación con otras escalas
Este aspecto continuo (o "análogo") de la escala la diferencia de las escalas discretas como la escala de Likert. Hay pruebas que demuestran que las escalas análogas visuales tienen características métricas superiores a las escalas discretas, por lo que se puede aplicar una gama más amplia de métodos estadísticos a las mediciones.
El EVA puede compararse con otras escalas lineales como la escala de Likert o escala de Borg. La sensibilidad y reproducibilidad de los resultados son en general muy similares, aunque los EVA pueden superar a las otras escalas en algunos casos. Estas ventajas se extienden a los instrumentos de medida compuestos por combinaciones de escalas análogas visuales, tales como diferenciales semánticos.

## Usos
Los avances recientes en las metodologías para la investigación basada en Internet incluyen el desarrollo y la evaluación de escalas análogas visuales para su uso en cuestionarios.
El EVA es la escala de dolor más común para cuantificar el dolor relacionado con la endometriosis y el dolor relacionado con el lugar donde se realiza un injerto de piel. Una revisión llegó a la conclusión de que la EVA y la escala de calificación numérica (ECN) fueron las escalas de dolor mejor adaptadas para la medición del dolor en la endometriosis. Con fines de investigación y para una medición más detallada del dolor en la práctica clínica, la revisión sugirió el uso de EVA o ECN para cada tipo de dolor típico relacionado con la endometriosis (dismenorrea, dispareunia profunda y dolor pélvico crónico no menstrual), combinado con la impresión clínica global (ICG) y una escala de calidad de vida.
El EVA se utiliza cada vez más para la evaluación de la intensidad y la molestia del tinnitus agudo y crónico.